# Характер фізичних законів
Характер фізичних законів (англ. The Character of Physical Law) — книга американського фізика, Нобелівського лауреата Річарда Фейнмана про природу законів фізики, видана 1965 року. Створена на основі серії з 7 лекцій, які Фейнман прочитав 1964 року в Корнелльському університеті в межах серії Месенджерівських лекцій. BBC записала лекції, а наступного року опублікувала книгу. Корнелл опублікував записи BBC онлайн у вересні 2015 року. У 2017 році видавництво Массачусетського технологічного інституту опублікувало перевидання книги 1965 року з новою передмовою Френка Вільчека.

## Теми
Лекції охоплювали такі теми:
1. Закон тяжіння, приклад фізичного закону
2. Зв'язок математики й фізики
3. Великі принципи збереження
4. Симетрія у фізичному законі
5. Різниця між минулим і майбутнім
6. Імовірність і невизначеність — квантово-механічний погляд на природу
7. Пошук нових законів

## Відгуки
Книга здобула позитивні відгуки. Журнал «The Physics Teacher» рекомендував її як науковцям, так і ненауковцям, написавши, що, хоча книга спочатку була призначена для доповнення записів, вона виявилась «самодостатньою і звернеться до набагато ширшої аудиторії».